# Friedrich Markgraf
Friedrich Markgraf (Friedenau, 1º  febbraio 1897 – Zurigo, 8 marzo 1987) è stato un botanico tedesco.

## Biografia
Dopo la scuola secondaria, Markgraf studiò biologia presso l'Università Friedrich Wilhelm di Berlino. Nel 1922 gli fu conferito un dottorato di ricerca per una tesi sul tema di uno studio botanico-ecologico della foresta di Bredower, nei pressi di Berlino.
Dopo la sua abilitazione diventò prima un professore di botanica presso l'Università Friedrich Wilhelm a Berlino e l'Università Ludwig-Maximilian di Monaco e poi direttore del Giardino botanico Nymphenburg di Monaco (1956-1958). Markgraf fu anche un professore visitatore presso l'Università di Zurigo. Durante la sua attività didattica e di ricerca, si occupò principalmente sulle questioni della sistematica botanica, sulla morfologia delle piante e sulla fitogeografia, intraprese anche una ricerca durante il suo viaggio nel Mediterraneo, in particolare la flora dell'Albania.
Egli fece anche il consigliere regionale dell'Albania per la Flora Europaea.

## Pubblicazioni
- Die Bredower Forst bei Berlin, Dissertation, Friedrich-Wilhelms-Universität zu Berlin, 1922
- Kleines Praktikum der Vegetationskunde, 1926
- An den Grenzen des Mittelmeergebiete, 1927
- In Albaniens Bergen, 1930
- Pflanzen aus Albanien 1928, 1931
- Prodromus florae peninsulae Balcanicae / Fasc. 2. Dicotyledoncae Sympetalae 1928–1931, 1931
- Pflanzengeographie von Albanien, 1932
- Prodromus florae peninsulae Balcanicae / Fasc. 3. Monocotyle doucae 1932–1933, 1933
- Vegetationsstudien im Naturschutzgebiet Bellinchen, 1937
- Blumen der Alpen, co-author Josef Weisz, 1954
- Blumen der Berge, co-author Josef Weisz, 1954
- Formen des Lebens, 1957
- Illustrierte Flora von Mitteleuropa / Bd. 4. / T. 1, 2. Auflage, 1958–1963
- Mitteilungen aus dem Botanischen Museum der Universität Zürich / 219. Der morphologische Bau einer Merendera-Art der türkischen Steppe, 1962
- Führer durch die Freilandanlagen des Botanischen Gartens in München-Nymphenburg, 1966
- Repertorium specierum novarum regni vegetabilis / Beiheft Bd. 30. Prodromus florae peninsulae Balcanicae / Bd. 2. Dicotyledoneae sympetalae, Nachdruck 1970
- Repertorium specierum novarum regni vegetabilis / Beiheft Bd. 30. Prodromus florae peninsulae Balcanicae / Bd. 3. Monocotyledoneae, Nachdruck 1971
- Illustrierte Flora von Mitteleuropa / Bd. 1. Gymnospermae, Angiospermae / Teil 2, 1981